# Zwyne Becque
La Zwyne Becque (néerlandais Zwijnebeek ou ruisseau des cochons) est un ruisseau franco-belge coulant dans le Nord de la France avant de se jeter dans l'Yser après son entrée en Belgique.

## Géographie
Il prend sa source à Rexpoëde, traverse Oost-Cappel et Bambecque avant de rejoindre la Belgique sur la commune d'Alveringem.
La longueur de ce cours d'eau est de 7 km sur son parcours français.

### Communes et cantons traversés
En France, dans le seul département du Nord, la Zwyne Becque traverse les trois communes suivantes, de l'amont vers l'aval, de Rexpoëde (source), Oost-Cappel, Bambecque (confluence).
Soit en termes de cantons, la Zwtne Becque prend source dans le canton de Wormhout, dans l'arrondissement de Dunkerque, dasnl'intercommunalité Communauté de communes des Hauts de Flandre
En Belgique, la Zwyne Becque longe la commune d'Alveringen, pour confluer à la limite des trois communes de Alveringen, Poperinge et de Bambecque, l'Yser fait la sépartaion des deux communes belges de poperinge et Alveringen.

## Hydrologie
Son régime hydrologique est dit pluvial océanique;